# Regeringscommissaris (Nederland)
Een regeringscommissaris is een functionaris belast met een speciale taak namens de regering vanwege expertise of ervaring die deze persoon heeft. Dat kan zijn de voorbereiding van wetgeving, het als deskundige bijstaan van bewindslieden bij de parlementaire behandeling van wetgeving, maar ook het vervullen van bijzondere opdrachten zoals het leiding geven aan een herstructurering van de sector waarin de regeringscommissaris is benoemd.
Zo was er tijdens de Eerste Wereldoorlog een regeringscommissaris voor de Belgische vluchtelingen, was er in de jaren vijftig een regeringscommissaris voor Indonesische zaken en voor het militaire hulpprogramma en was er lange tijd een regeringscommissaris voor de omroep. Die functionaris zag toe op naleving van de Omroepwet en later van de Mediawet.

## Achtergrond

### In het provinciaal en gemeentelijk bestuur
Artikel 132 van de Nederlandse Grondwet zegt in lid 5:

Bij de wet kunnen met afwijking van de artikelen 125 en 127 voorzieningen worden getroffen voor het geval het bestuur van een provincie of een gemeente zijn taken grovelijk verwaarloost.

In de 20e eeuw is dit wetsartikel (of zijn voorganger) driemaal gebruikt om een gemeente tot de orde te roepen. In twee gevallen kreeg de burgemeester de bevoegdheid om de gemeenteraad opzij te zetten en namens de regering orde op zaken te stellen; in Opsterland werd een nieuwe burgemeester met vergaande bevoegdheden benoemd. Hoewel die titel in de Grondwet niet voorkomt, werden deze burgemeesters door iedereen regeringscommissaris genoemd.
Daarnaast werd in 1941, tijdens de Duitse bezetting van Nederland, een verordening ingesteld die het Duitse bestuur de bevoegdheid gaf om een burgemeester uit diens functie te ontheffen en een regeringscommissaris aan te stellen.
Tijdens de Duitse bezetting van Nederland werd de functie van regeringscommissaris anders ingevuld dan nu. NSB-regeringscommissarissen werden niet op basis van het Nederlandse staatsrecht geïnstalleerd, maar op basis van een verordening die Hitler uitgevaardigd had die het Duitse bestuur de bevoegdheid gaf om een burgemeester uit diens functie te ontheffen en een regeringscommissaris aan te stellen. Deze regeringscommisarrissen zijn niet vergelijkbaar met de andere door het Nederlandse kabinet aangestelde regeringscommissarissen.

## Lijst
| Naam                           | Lokale overheid | Begindatum       | Einddatum        | Bron              |
| ------------------------------ | --------------- | ---------------- | ---------------- | ----------------- |
| Leonardus Antonius Lightenvelt | Limburg         | 1848             | 1848             |                   |
| Jan Hayo Nannenga              | Beerta          | 1934             | 1935             | [ 4 ]             |
| Edward Voûte                   | Amsterdam       | 1941             | augustus 1941    |                   |
| Cornelis van Ravenswaay        | Zaandam         | 1941             | augustus 1941    |                   |
| Ernst von Bönninghausen        | Hilversum       | 1941             | augustus 1941    |                   |
| Simon Plekker                  | Haarlem         | 1941             | augustus 1941    |                   |
| George Marinus Cornelis Ort    | Maassluis       | 1941             | augustus 1941    |                   |
| Jochum Falkena                 | Opsterland      | 1946             | 1947             |                   |
| Harm Tuin                      | Finsterwolde    | 1951             | 1953             | [ 5 ] [ 6 ] [ 7 ] |
| Marcolino Franco               | Sint Eustatius  | 7 februari 2018  | 15 februari 2020 | [ 8 ]             |
| Marnix van Rij                 | Sint Eustatius  | 15 februari 2020 | 18 april 2021    | [ 9 ]             |
| Alida Francis                  | Sint Eustatius  | 22 juni 2021     | Heden            | [ 10 ]            |

| Naam                          | Onderwerp | Begindatum       | Einddatum         | Bron                 |
| ----------------------------- | --- | ---------------- | ----------------- | -------------------- |
| Charles Ruijs de Beerenbrouck | Vluchtelingen in Noord-Brabant en Zeeland                                                                                          | 8 oktober 1914   | 16 mei 1918       | [ 11 ]               |
| J.P.A. Wilhelm                | Vluchtelingen in Noord-Brabant en Zeeland                                                                                          | 16 mei 1918      | 22 oktober 1920   | [ 12 ]               |
| Eduard Meijers                | Het Nieuw Burgerlijk Wetboek | 25 april 1947    | 25 juni 1954      | [ 13 ]               |
| Wim van den Berge             | Belastingen | 5 november 1956  | 27 mei 1959       | [ 14 ]               |
| Jan Drion                     | Boeken 1 en 2 van het Nieuw Burgerlijk Wetboek (personen- en familierecht en rechtspersonenrecht)                                  | 1 november 1955  | 1 maart 1964      | [ 15 ]               |
| Johan Beyen                   | Duitse aangelegenheden | 15 maart 1957    | 1 januari 1958    | [ 16 ]               |
| Gerard Langemeijer            | Boek 3 van het Nieuw Burgerlijk Wetboek (vermogensrecht in het algemeen)                                                           | 1 mei 1964       | 1 mei 1976        | [ 17 ]               |
| Klaas Wiersma                 | Boek 4 van het Nieuw Burgerlijk Wetboek (erfrecht)                                                                                 | 1 mei 1964       | 20 april 1970     | [ 18 ]               |
| Jacob Beekhuis                | Boek 5 van het Nieuw Burgerlijk Wetboek (zakenrecht)                                                                               | 1 mei 1964       | 1 november 1972   | [ 19 ]               |
| Kees Postumus                 | Wetenschappelijk onderwijs | 2 november 1967  | 15 september 1972 | [ 20 ]               |
| David Simons                  | Herziening van de Grondwet | 16 oktober 1971  | 17 februari 1983  | [ 21 ]               |
| Jim Polak                     | Herziening van de politiewetgeving                                                                                                 | 1971             | 1977              | [ 22 ]               |
| Wouter Snijders               | Boeken 3, 5 en 6 van het Nieuw Burgerlijk Wetboek (vermogensrecht, zakenrecht en verbintenissenrecht)                              | 1971             | 1 maart 1995      | [ 23 ]               |
| Hans Schadee                  | Boek 8 van het Nieuw Burgerlijk Wetboek (verkeer en vervoer)                                                                       | 1976             | 1988              | [ 24 ]               |
| Herman Tjeenk Willink         | Reorganisatie van de rijksdienst                                                                                                   | 1 februari 1982  | 1 oktober 1986    | [ 25 ]               |
| Michiel Scheltema             | Algemene regels van bestuursrecht                                                                                                  | 1 september 1983 | 8 februari 2019   | [ 26 ]               |
| Ernst Hirsch Ballin           | Toetsing van wetgevingsprojecten                                                                                                   | 1 september 1987 | 7 november 1989   | [ 27 ]               |
| Tijn Kortmann                 | Toetsing van wetgevingsprojecten                                                                                                   | 15 maart 1990    | 1994              | [ 28 ]               |
| Niek van Lingen               | Auteursrecht (toezichthouder BUMA en stichting Thuiskopie)                                                                         | 1 januari 1991   | 1 april 2003      | [ 29 ] [ 30 ] [ 31 ] |
| Jan Brinkhof                  | Boek 9 van het Burgerlijk Wetboek (rechten van intellectueel eigendom)                                                             | 25 februari 1994 | 1996              | [ 32 ]               |
| Pieter Neleman                | Boeken 7, 8 en 10 van het Nieuw Burgerlijk Wetboek (bijzondere overeenkomsten, verkeer en vervoer, en internationaal privaatrecht) | 1 maart 1995     | 1 maart 2007      | [ 33 ] [ 34 ]        |
| Steven van Eijck              | Jeugd- en jongerenbeleid | 16 december 2003 | 1 augustus 2006   | [ 35 ]               |
| Wim Kuijken                   | Deltaprogramma (bekend als 'Deltacommissaris')                                                                                     | 1 februari 2010  | 1 december 2018   | [ 36 ]               |
| Fred Hammerstein              | Digitalisering van het burgerlijk procesrecht                                                                                      | juli 2013        | juli 2016         | [ 37 ]               |
| Bas Eenhoorn                  | Digitale overheid (bekend als 'Digicommissaris')                                                                                   | 1 augustus 2014  | 17 januari 2018   | [ 38 ] [ 39 ] [ 40 ] |
| Peter Glas                    | Deltaprogramma (bekend als 'Deltacommissaris')                                                                                     | 1 januari 2019   | Heden             | [ 41 ]               |
| Rabin Baldewsingh             | Aanpak Discriminatie en Racisme (bekend als 'NCDR')                                                                                | 15 oktober 2021  | Heden             | [ 42 ]               |
| Arre Zuurmond                 | Informatiehuishouding | 1 januari 2022   | Heden             | [ 43 ]               |
| Mariëtte Hamer                | Aanpak seksueel grensoverschrijdend gedrag en seksueel geweld                                                                      | 1 april 2022     | Heden             | [ 44 ]               |
| Kars de Graaf                 | Omgevingswet | 1 januari 2024   | Heden             | [ 45 ]               |

## Trivia
- In 2003 is overwogen in Delfzijl een regeringscommissaris aan te stellen, in een periode van ruzies en bestuurlijke schandalen.[46] Ook in Maasdriel, in 2011, werd de inzet van een regeringscommissaris door minister Donner overwogen, vanwege een verziekte bestuurscultuur.[47]